# Sainte-Anne-de-Beaupré
Sainte-Anne-de-Beaupré is een stad (ville) in de Canadese provincie Québec. De stad ligt op de noordelijke oever van de rivier Saint Lawrence, ongeveer 35 km noordoostelijk van de provinciehoofdstad Québec. Sainte-Anne-de-Beaupré heeft ongeveer 2864 inwoners.
In Sainte-Anne-de-Beaupré staat een basiliek die gewijd is aan Sint-Anna, de moeder van de Maagd Maria en beschermheilige van onder anderen de zeelieden. De oprichters van de daar oorspronkelijk aanwezige kapel waren zeelieden, vermoedelijk van Bretonse afkomst. De basiliek is een katholieke gebedsplaats die jaarlijks door ongeveer een half miljoen pelgrims wordt bezocht. Het is een van de belangrijkste bedevaartsoorden in Noord-Amerika.

## Afbeeldingen

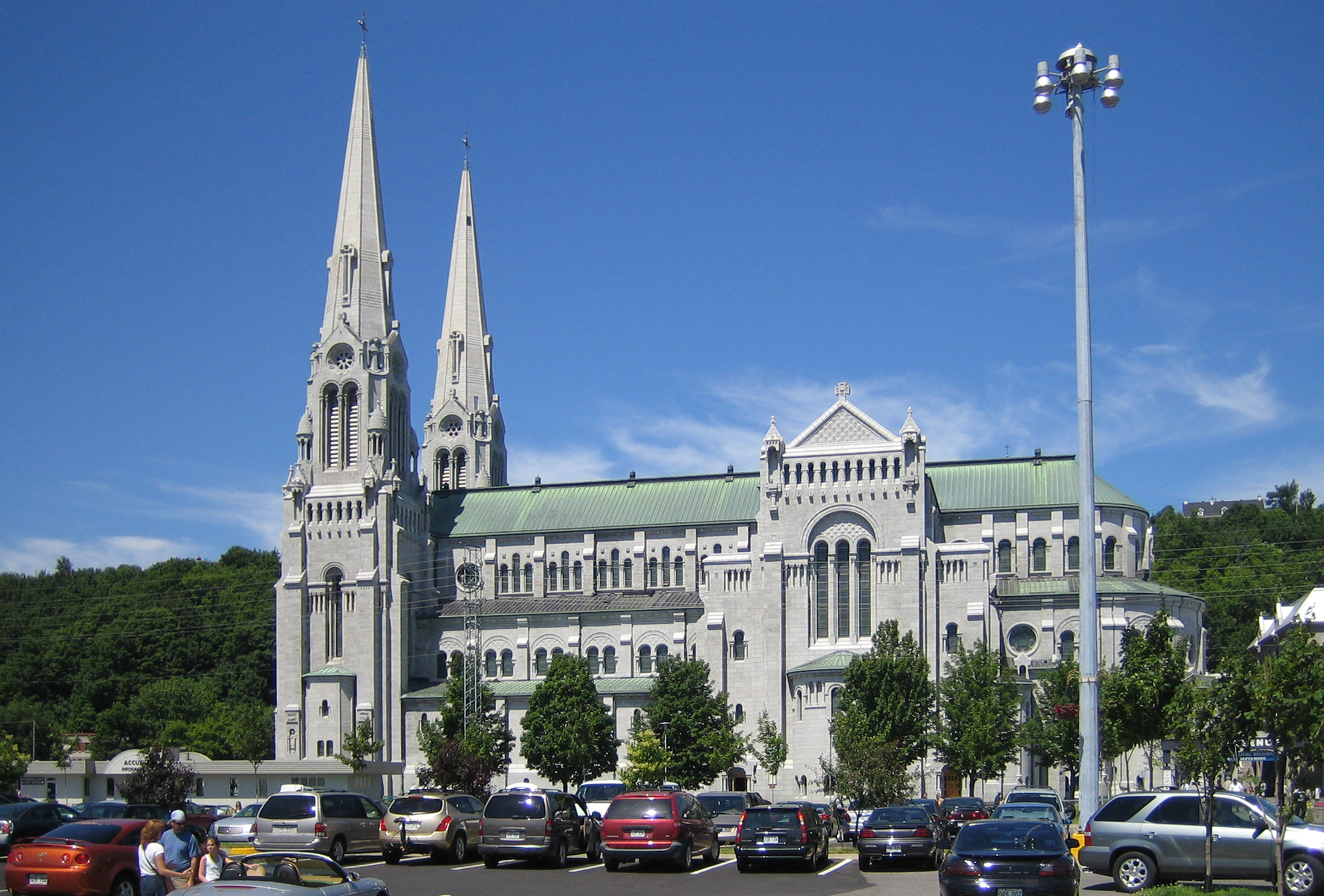
De basiliek van Sainte-Anne-de-Beaupré
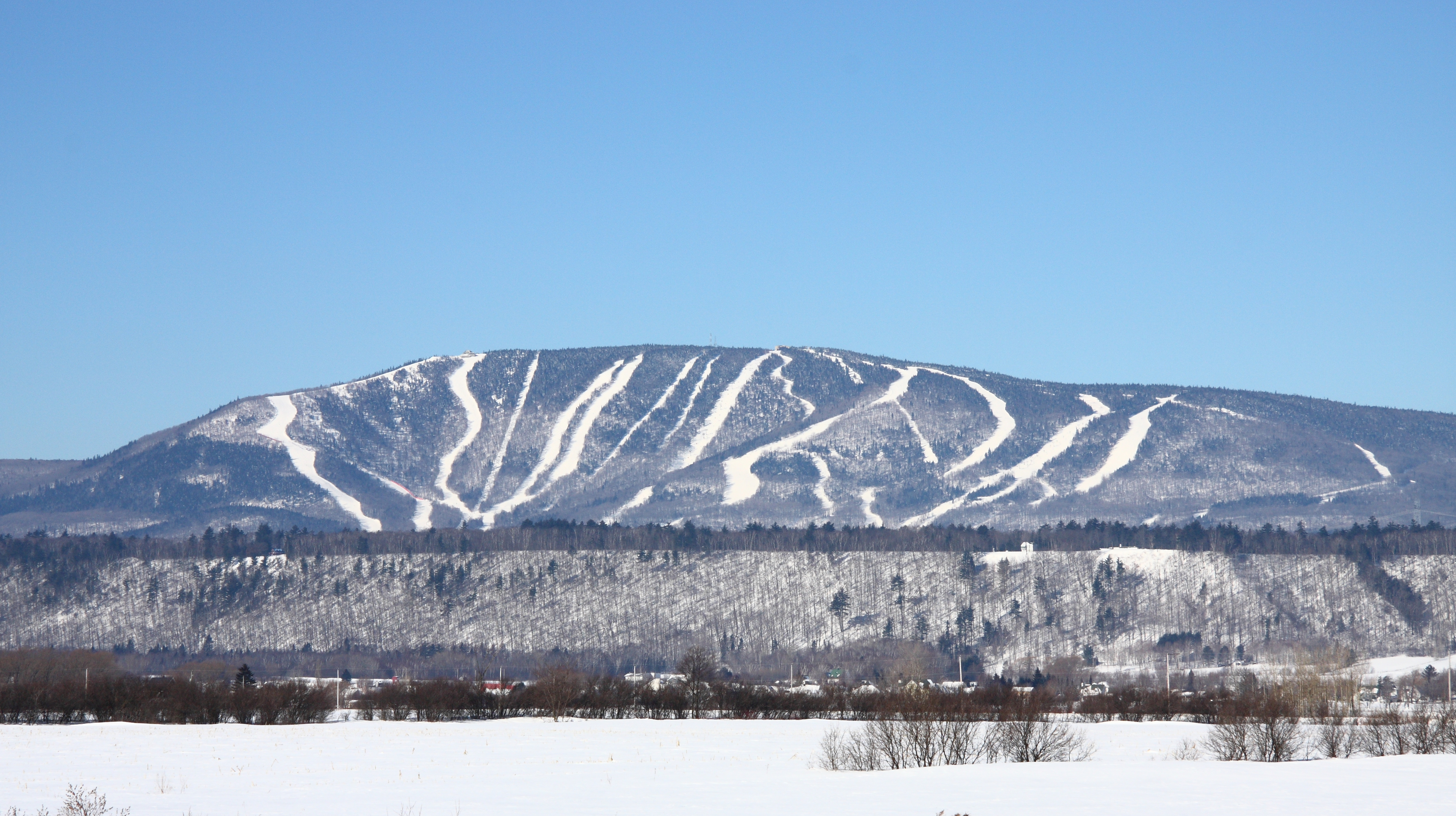
Wintersportgebied Mont-Sainte-Anne
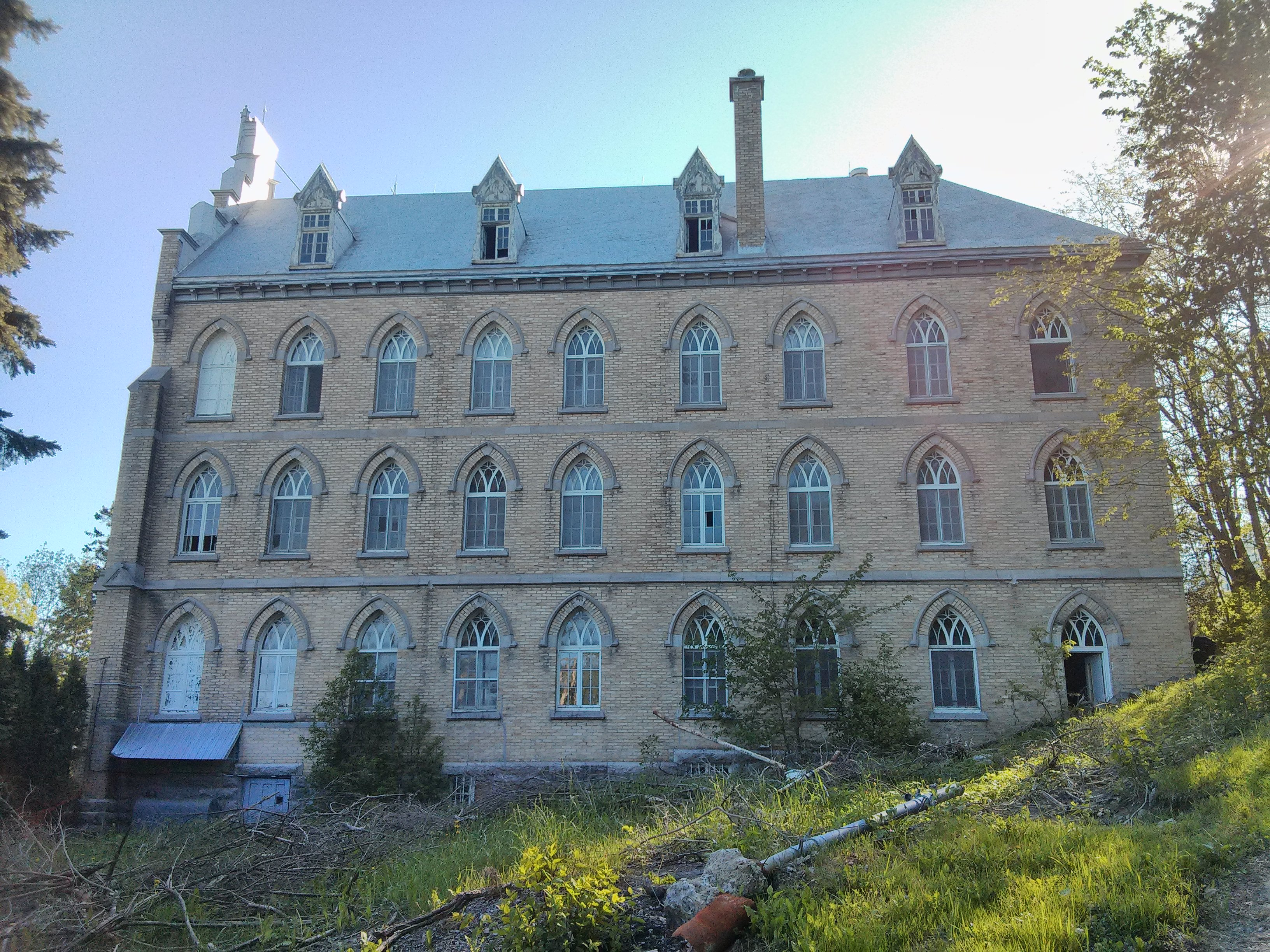
Het verlaten Redemptoristenklooster
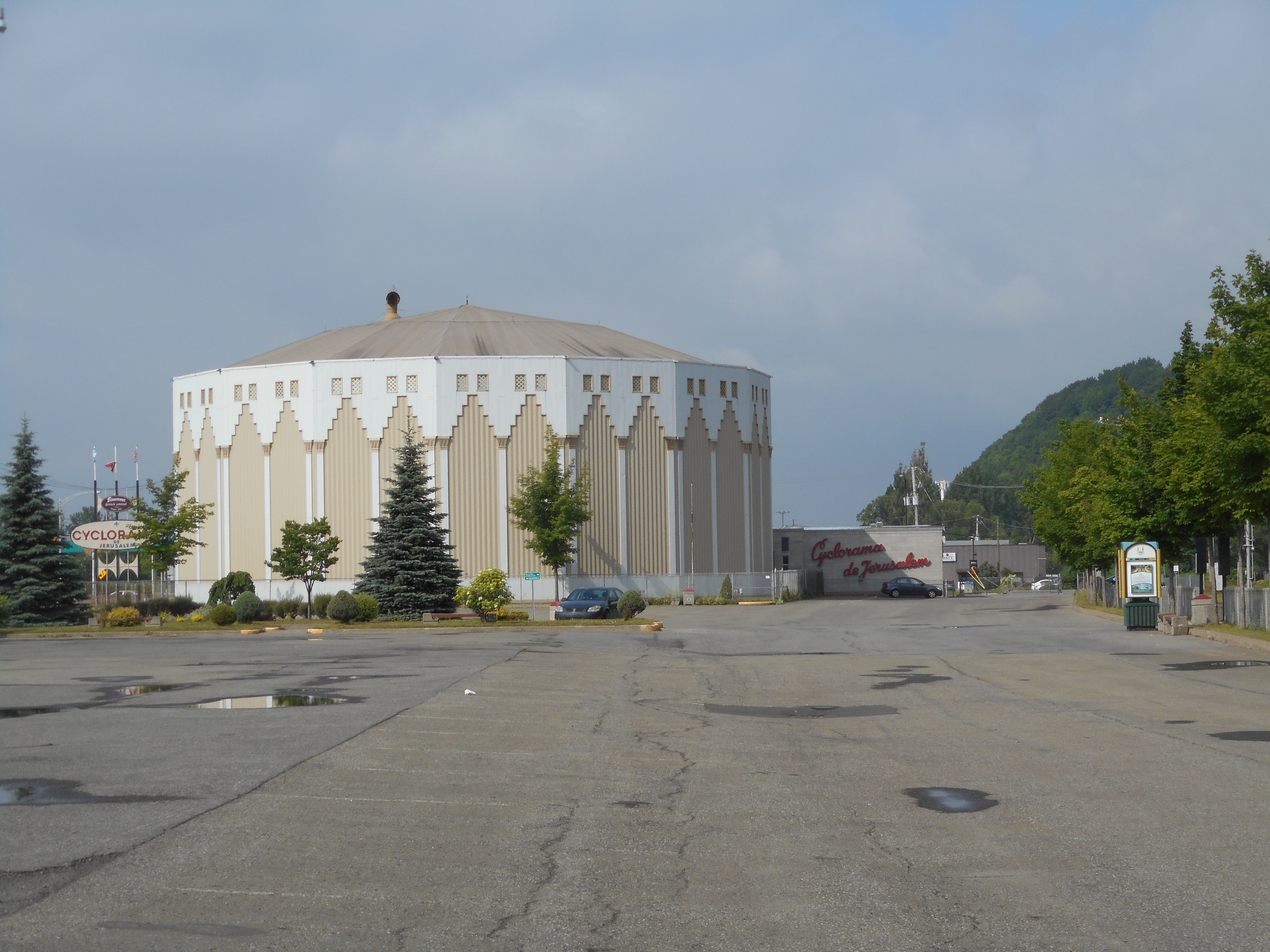
Het Cyclorama van Jeruzalem